# Arisaema nambae
Arisaema nambae är en kallaväxtart som beskrevs av Siro Kitamura. Arisaema nambae ingår i släktet Arisaema och familjen kallaväxter. Inga underarter finns listade.